# Michel Samson
 (juillet 2019).
Si vous disposez d'ouvrages ou d'articles de référence ou si vous connaissez des sites web de qualité traitant du thème abordé ici, merci de compléter l'article en donnant les références utiles à sa vérifiabilité et en les liant à la section « Notes et références ».
Pour les articles homonymes, voir Samson (homonymie).
Michel Samson est un journaliste français.

## Biographie
Il est correspondant du Monde en région PACA.

## Publications
- Michel Samson, Le Front national aux affaires : deux ans d'enquête sur la vie municipale à Toulon, Paris, Calmann-Lévy, 1997, 197 p. (ISBN 2-7021-2759-2, BNF 37065322)
- Michel Samson et Michel Peraldi, Gouverner Marseille : enquête sur les mondes politiques marseillais, Paris, La Découverte, coll. « Cahiers libres », 2005, 309 p. (ISBN 2-7071-4099-6, BNF 40052489, présentation en ligne)
- Michel Samson, Gilles Suzanne et Élisabeth Cestor (postface Francis Marmande), À fond de cale : un siècle de jazz à Marseille, 1917-2011, Marseille, Wildproject, coll. « À partir de Marseille », 2012, 317 p. (ISBN 978-2-918490-16-6, BNF 42679825)
- Michel Samson, Une frontière française : remonter l'Oyapock : titre, Marseille, Wildproject, coll. « Tête nue », 2013, 189 p. (ISBN 978-2-918490-19-7, BNF 43613794)
- Michel Samson, Michel Peraldi et Claire Duport, Sociologie de Marseille, Paris, La Découverte, coll. « Repères : sociologie » (no 653), 2015, 124 p. (ISBN 978-2-7071-7432-1, BNF 44329653, présentation en ligne)
- Michel Samson, Marseille en procès, La véritable histoire de la délinquance marseillaise, La Découverte, 2017.

## Filmographie
- 1996 : Marseille contre Marseille de Jean-Louis Comolli
- 2003 : Rêves de France à Marseille de Jean-Louis Comolli